# Макаров, Василий Иванович (хоккеист)
Василий Иванович Макаров (20 февраля 1940 — 7 февраля 2005) — советский хоккеист, нападающий.

## Биография
С сезона 1957/58 играл за новосибирский «Химик» в классе «Б» первенства СССР и в первенстве РСФСР. С 1962 года — в «Сибири», за которую провёл 11 сезонов, из них семь — в классе «А».
В 1973—1981 годах — тренер в «Сибири». Команда 1961 г. р. под его руководством в 1978 году стала победителем всесоюзных соревнований «Золотая шайба».